# Embalse del Camarillas

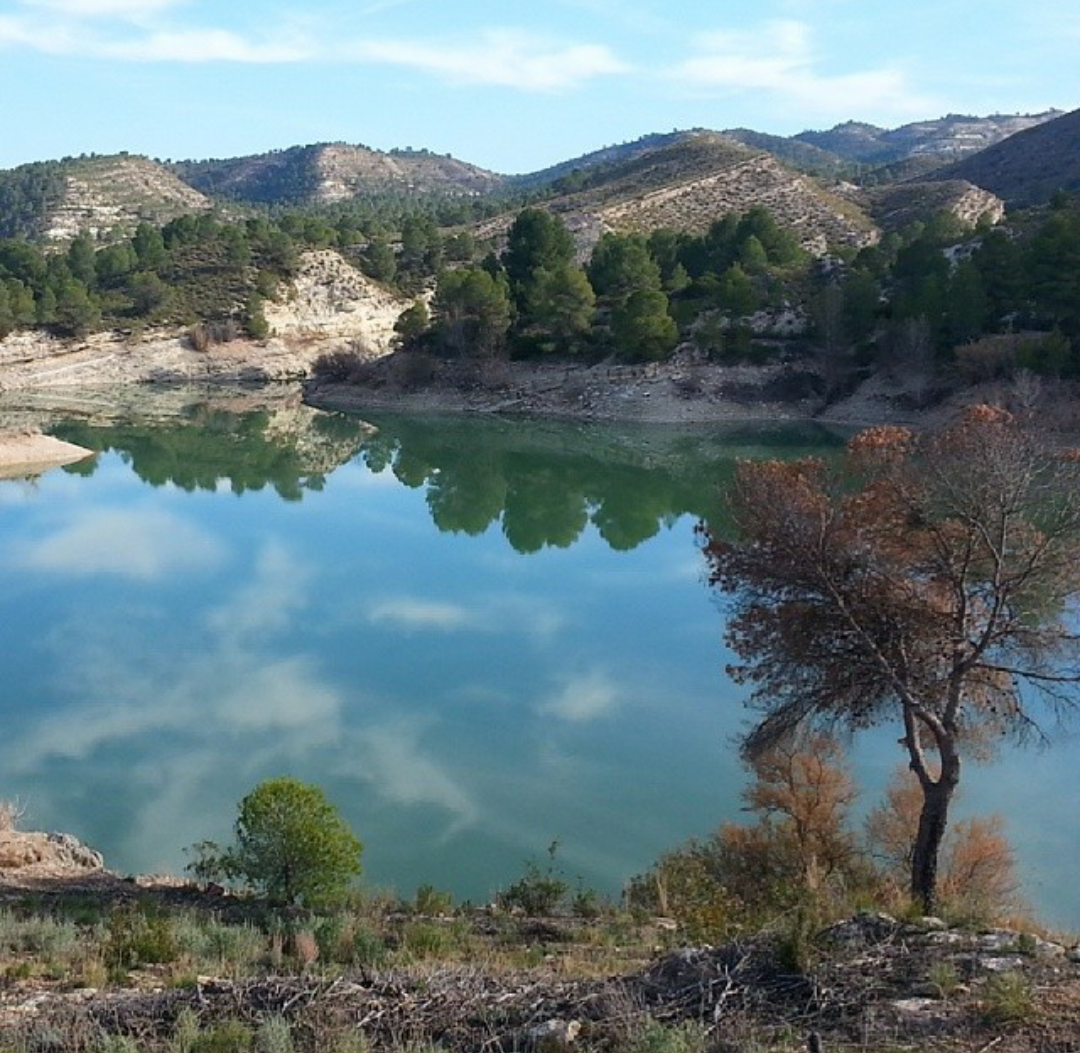
Embalse del Camarillas situado en el municipio de Hellín, provincia Albacete.

La presa y embalse del Camarillas se ubica en el cauce del río Mundo, en la provincia de Albacete. 
Tanto el embalse como la presa de Camarillas se sitúan en el Cañón de los Almadenes por el cual discurre el río Mundo. Su ubicación más exacta en el mapa es en el municipio de Hellín, provincia Albacete. Para acceder al embalse hay que hacerlo desde la localidad de Agramón hasta las Minas (kilómetro 11).

## Historia

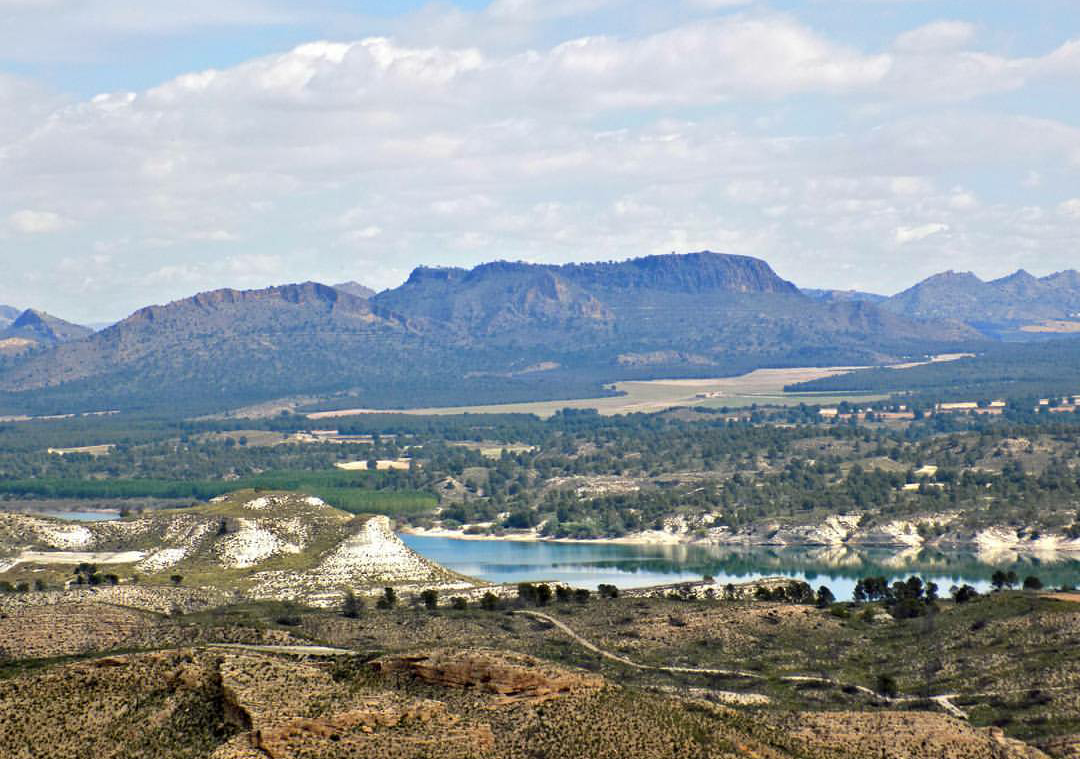
Embalse del Camarillas situado en el municipio de Hellín, provincia Albacete.

A raíz de la aparición de la Confederación Sindical Hidrográfica del Segura, se comenzaron a plantear estudios para la posibilidad de creación de un embalse en la zona geográfica del Cañón de los Almadenes en 1926 ya que pretendían aprovechar los recursos hidrológicos que ofrecía el río Mundo al ser el principal y más caudaloso afluente del Segura. Todo surge también a partir de la construcción del embalse del Talave que esta 38 km aguas arriba del embalse de Camarillas (1918) que como objetivo principal fue construido en defensa a posibles inundaciones pero acabó siendo muy beneficioso para el aprovechamiento y mejor racionamiento del agua. Sin embargo tenía muy poca capacidad de almacenamiento por lo que este solo embalse no podía encargarse de regular todo el caudal del río Mundo.
Con la aprobación del proyecto se comenzaron las obras a principios de los años treinta y estas se pueden dividir en dos etapas ya que debido a una series de problemas y a la guerra civil se inmovilizaron durante 18 años. 
En la primera etapa se construyeron los túneles de los desagües y aliviadero, el macizo de presa y los edificios auxiliares, etapa comprendida entre los años 1932 y 1935. En la segunda etapa se reiniciaron las obras sobre 1953 siendo concluidas en el año 1961.

## Proyectos para la creación del embalse de Camarillas
Los proyectos que se plantearon para la creación del embalse de Camarillas:
Marzo de 1929: Anteproyecto de embalse en los Almadenes. Río Mundo.
El proyecto consta de un escrito donde se refleja la intención de construir una presa de 44 m de altura total donde dicha altura estaba condicionada a la vía de tren que transcurría por allí dirección Madrid-Cartagena, con un aliviadero en la parte izquierda y con una capacidad de desagüe de 200 m³/s.

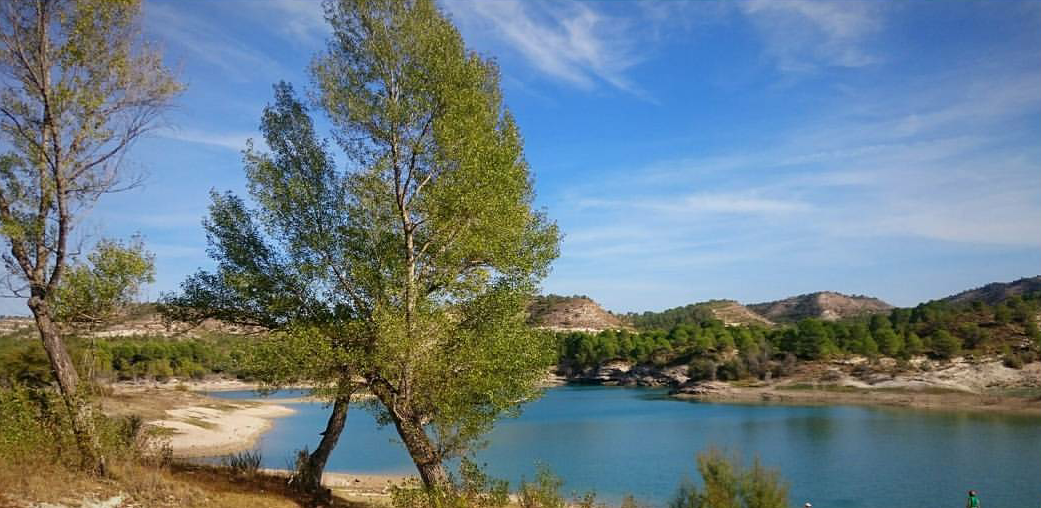
Embalse del Camarillas situado en el municipio de Hellín, provincia Albacete.

Con la aprobación de este proyecto surgió en 1930: el Proyecto de Pantano de Camarillas (Almadenes del río Mundo) donde se fijaban los usos del embalse que consistían en la regulación del caudal para los riegos, la producción de energía hidroeléctrica y en abastecimiento de la población de Hellín. Proyecto aprobado en 1931.
Con las obras ya comenzadas surgió el Proyecto Reformado del Pantano de Camarillas (Almadenes del río Mundo) redactado por el ingeniero D. Ángel Elul Navarro con motivo de la inestabilidad del terreno para la construcción del aliviadero entre otras dificultades. El proyecto fue aprobado en 1934 donde se paralizaban las obras hasta que no se resolviesen los problemas que se planteaban.
En 1943, después de un largo periodo de paralización que se juntó con el comienzo de la Guerra Civil, el ingeniero D. Joaquín Blasco Roig firmó el Proyecto de terminación del Pantano de Camarillas donde se solicitaba la finalización del embalse de Camarillas con una serie de medidas y precauciones. El proyecto se aprobó en 1945.
A este último proyecto le acompañó el Proyecto de presa, tomas de agua y aliviadero, complementario del de terminación del pantano de Camarillas redactado por el ingeniero D. Emiliano Sáizar Irarzábal donde  se determinaba un estudio hidrológico para saber la capacidad que tenía el aliviadero. 
Se redactó en 1956 el Proyecto Reformado del modificado de presa, tomas de agua y aliviadero complementario del de terminación del Pantano de Camarillas, término municipal de Hellín (Albacete) firmado por el ingeniero de caminos D. Emiliano Sáizar Irarzábal, donde se explicaba la necesidad de otro aliviadero en la parte derecha. Proyecto aprobado en 1956.

## Cuenca

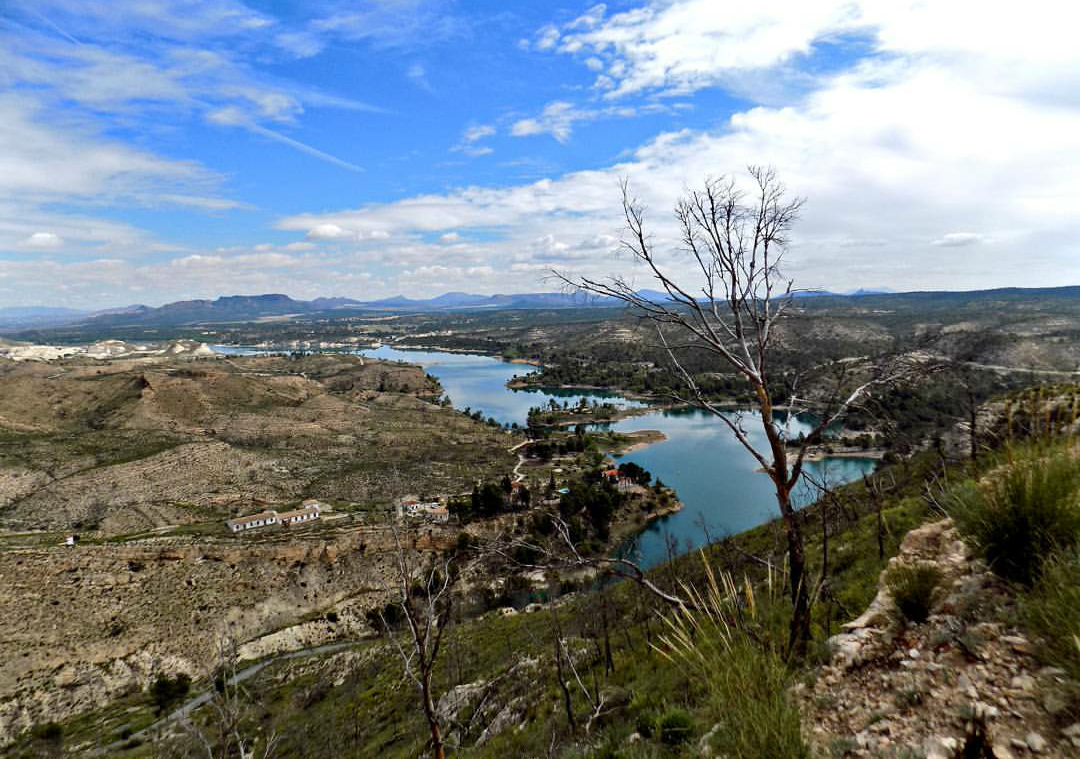
Embalse del Camarillas situado en el municipio de Hellín, provincia Albacete.

En cuanto a la cuenca del embalse de Camarillas tiene una extensión de 1616,4 km², mucho mayor a la cuenca del embalse del Talave con un total de 766,5 km². Entre las dos cuencas se ocupa una extensión de 2382,9 km².
En cuanto a altitud media tiene 818 m y se extiende a lo largo de las provincias de Albacete, Murcia, Jaén y Granada. En la cuenca discurre el río Mundo donde sus principales afluentes son la rambla de Bogarra, las ramblas de Minateda y Bayco.
En cuanto al embalse de Camarillas ocupa una superficie de 320 ha a cota de nivel máximo normal. La capacidad de embalse a esa cota es de 35,84 hm³. La longitud de costa del embalse es de 34,2 km.